# Тверде піднебіння

Рот.

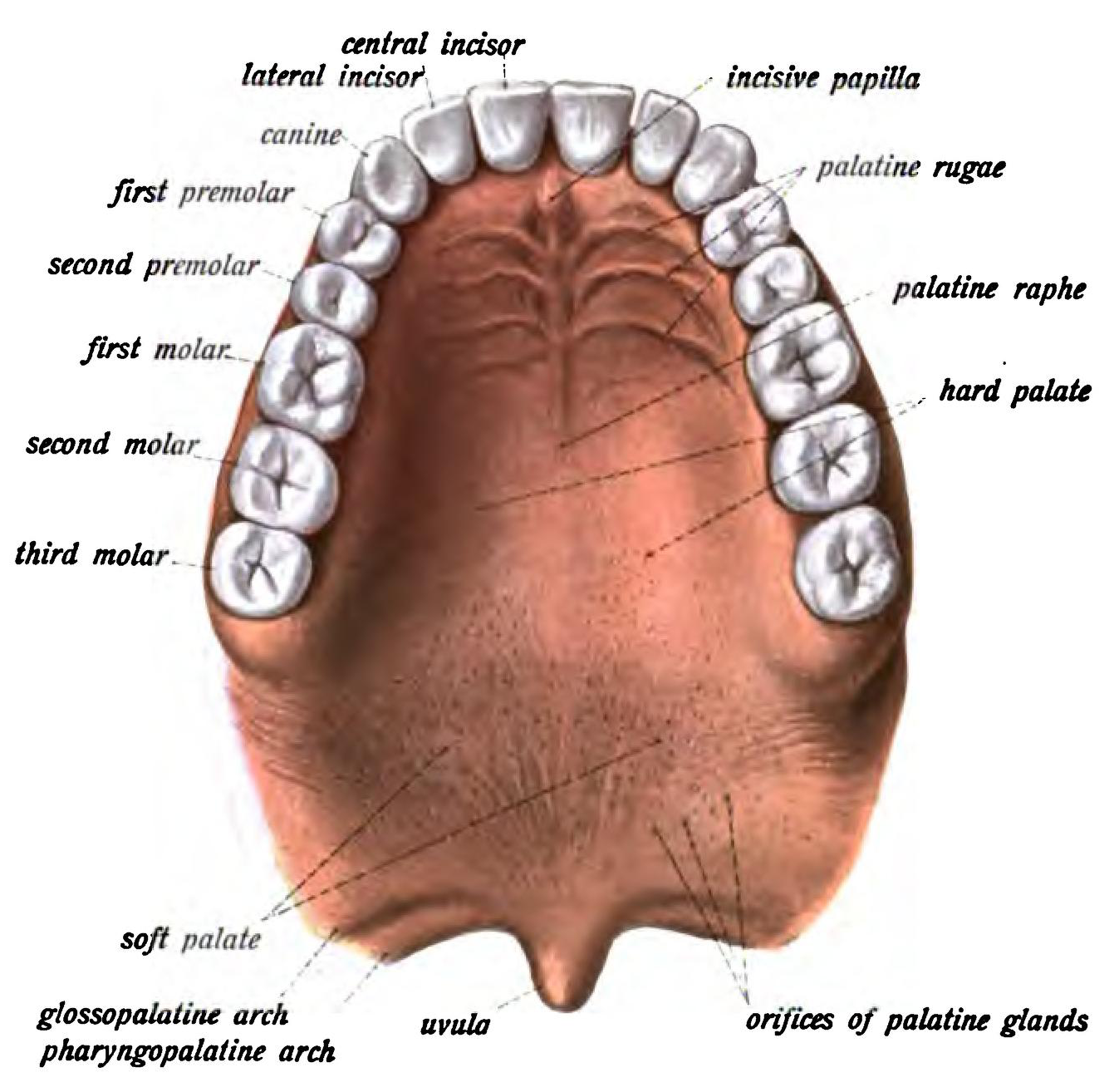
Піднебіння.

Тверде́ піднебі́ння (лат. palatum durum) — частина піднебіння. Відокремлює власне ротову порожнину від носової порожнини; займає передні дві третини всього піднебіння. В основі має кісткові елементи (піднебінні відростки верхніх щелеп і горизонтальні пластинки піднебінних кісток), покриті товстою слизовою оболонкою, щільно зрощеною з окістям. Оболонка вкрита багатошаровим плоским незроговілим епітелієм; у нього вростають високі сполучнотканинні сосочки власної пластинки. Власна пластинка слизової оболонки містить багато колагенових волокон, які вплітаються в окістя.
Має чотири ділянки: жирову, залозисту, крайову і ділянку піднебінного шва.
1. Жирова ділянка — передня частина твердого піднебіння. Тут під слизовою оболонкою розміщена жирова клітковина, подібна до підслизової основи інших ділянок ротової порожнини[1].
2. Залозиста ділянка — задня частина твердого піднебіння. Тут між слизовою оболонкою та окістям розташовані численні групи малих слинних залоз, які виробляють слиз[1].
3. Крайова ділянка — має вигляді дуги, розташованої на межі з яснами верхніх щелеп і міцно зрощена з окістям[1].
4. Піднебінний шов (лат. raphe palati) — потовщення епітелію вздовж серединної лінії твердого піднебіння; від його передньої частини відходять в обидва боки кілька (2–6) поперечних піднебінних складок (plicae palatinae transversae), які краще виражені у дітей. Попереду піднебінного шва розташований різцевий сосочок (papilla incisiva). Слизова оболонка вздовж піднебінного шва називається ділянкою піднебінного шва, вона міцно зрощена з окістям[1].